# Elohim Rolland
Elohim Rolland (Chamonix-Mont-Blanc, 3 marzo 1989) è un calciatore francese, centrocampista del Bondues.

## Caratteristiche tecniche
È un mediano.